# Anel Hadžić
Anel Hadžić (ur. 16 sierpnia 1989 w Velikej Kladušy) – piłkarz bośniacki grający na pozycji środkowego pomocnika. Od 2016 roku jest zawodnikiem klubu Wacker Innsbruck.

## Kariera klubowa
Swoją karierę piłkarską Hadžić rozpoczął w amatorskim klubie FC Wels. W 2007 roku zadebiutował w nim w Regionallidze. W tym samym roku przeszedł do SV Ried, grającego w pierwszej lidze Austrii. W barwach Ried swój debiut zaliczył 29 września 2007 w zwycięskim 3:1 domowym meczu z Austrią Kärnten. W sezonie 2008/2009 stał się podstawowym zawodnikiem Riedu. W sezonie 2010/2011 zdobył z nim Puchar Austrii.
W lipcu 2013 roku Hadžić przeszedł na zasadzie wolnego transferu do Sturmu Graz. Zadebiutował w nim 21 lipca 2013 w zremisowanym 2:2 wyjazdowym meczu z FC Wacker Innsbruck.
W 2016 roku Hadžić został piłkarzem Eskişehirsporu, a latem 2016 przeszedł do Videoton FC. W kwietniu 2020, za porozumieniem obu stron, rozwiązał umowę.
2 stycznia 2021 został zawodnikiem austriackiego klubu Wacker Innsbruck.
| Sezon   | Klub          | Kraj    | Rozgrywki    | Mecze | Bramki |
| ------- | ------------- | ------- | ------------ | ----- | ------ |
| 2007/08 | FC Wels       | Austria | Regionalliga | 5     | 2      |
| 2007/08 | SV Ried       | Austria | Bundesliga   | 14    | 0      |
| 2008/09 | SV Ried       | Austria | Bundesliga   | 20    | 0      |
| 2009/10 | SV Ried       | Austria | Bundesliga   | 31    | 1      |
| 2010/11 | SV Ried       | Austria | Bundesliga   | 33    | 5      |
| 2011/12 | SV Ried       | Austria | Bundesliga   | 33    | 7      |
| 2012/13 | SV Ried       | Austria | Bundesliga   | 30    | 6      |
| 2013/14 | Sturm Graz    | Austria | Bundesliga   | 29    | 2      |
| 2014/15 | Sturm Graz    | Austria | Bundesliga   | 32    | 1      |
| 2015/16 | Sturm Graz    | Austria | Bundesliga   | 15    | 2      |
| 2015/16 | Eskişehirspor | Turcja  | Süper Lig    | 15    | 2      |
| 2016/17 | Videoton FC   | Węgry   | NB I         |       |        |

## Kariera reprezentacyjna
W 2009 roku Hadžić rozegrał 1 mecz w reprezentacji Austrii U-21. W 2014 roku zdecydował się reprezentować Bośnię i Hercegowinę. W reprezentacji Bośni i Hercegowiny zadebiutował 5 marca 2014 w przegranym 0:2 towarzyskim meczu z Egiptem, rozegranym w Innsbrucku. W 46. minucie tego meczu zmienił Mensura Mujdžę.